# Galactia regularis
Galactia regularis är en ärtväxtart som först beskrevs av Carl von Linné, och fick sitt nu gällande namn av Nathaniel Lord Britton och Al. Galactia regularis ingår i släktet Galactia och familjen ärtväxter. Inga underarter finns listade i Catalogue of Life.

## Bildgalleri

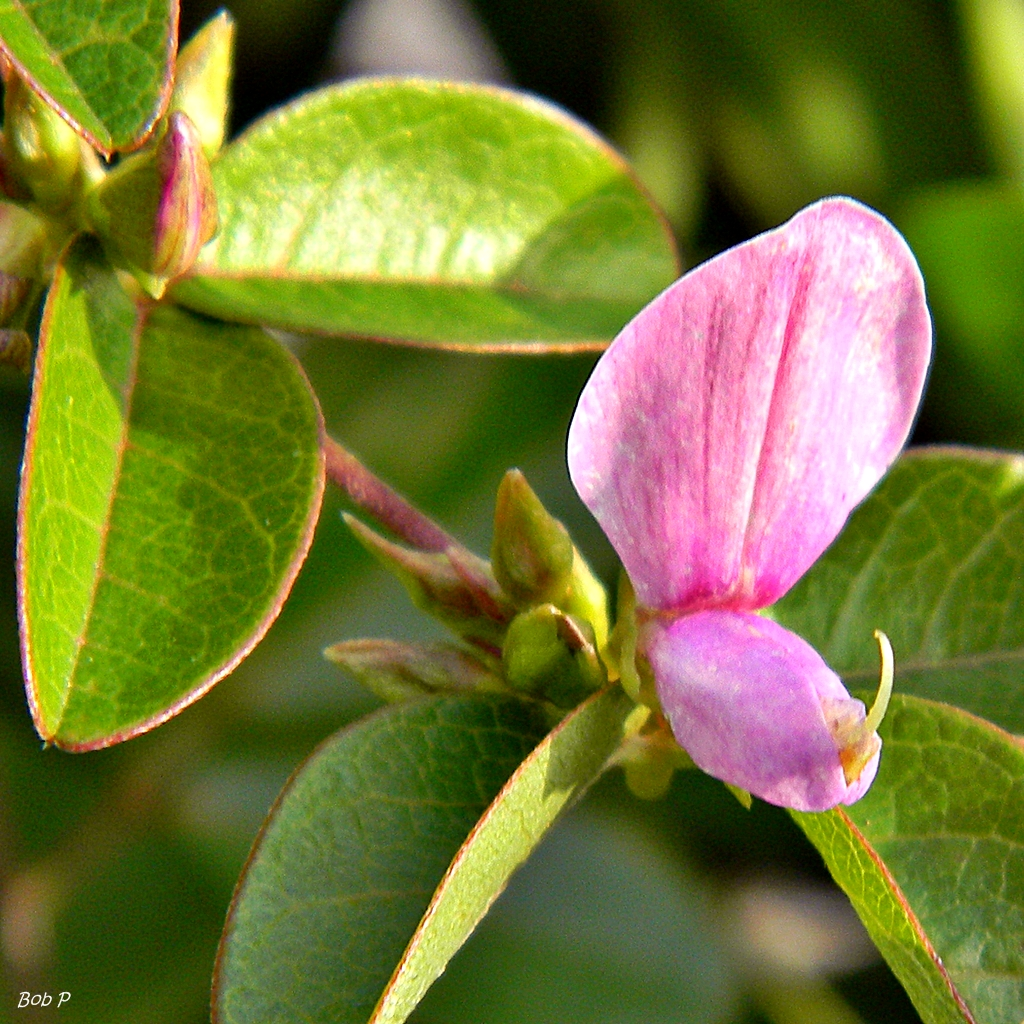